# Спомен-биста Вуку Бојовићу
 Спомен-биста Вуку Бојовићу је споменик који се налази у оквиру Београдског зоолошког врта, а постављен је 2017. године.

## Опште информације
Спомен-биста откривена је 12. јула 2017. године, а дело је академског вајара Зорана Ивановића. Подигнута је на предлог из јуна 2017. од стране Друштва српских домаћина.
Вук Бојовић је био српски вајар и директор београдског зоолошког врта „Врт добре наде“.